# アオバ・ジャパン・インターナショナルスクール
アオバジャパン・インターナショナルスクール（Aoba - Japan International School）は、東京都目黒区、練馬区、文京区にキャンパスを持つインターナショナル・スクールである。

## 概要
- 1976年設立。
- 2011年より高校に相当する課程も新設され、幼稚園から高校までの一貫校となった。
- 2016年、幼稚園から高校まで国際バカロレアプログラムを提供する学校と正式に認定された。
- 幼・小・中・高に相当する教育課程を持ち、アメリカの中等学校卒業資格が得られる。基本的には学校は欧米制度であり、卒業生の多くは、日本国内外の学校に進学している。
- 特定の宗教を持たず、多様な国籍、宗教の家庭を受け入れている。そのため、英語を母国語としない生徒達を対象とした英語サポート・プログラム（英語集中クラス）が設けられている。また、日本語のプログラム、更に各々の母国語を学ぶマザー・タング・プログラムなど、多国籍の生徒が通うことに配慮した教育体制を整えている。また、日本の小学校教育課程に則した日本語教育（国語）プログラムを導入し、日本語教育に力を入れている。

## 基本情報
年度：9月初旬開始、6月中旬終了：2学期制
- 目黒キャンパス、1976年設立。
  - 東京都目黒区青葉台2-11-5 東急東横線代官山駅より徒歩8分
- 光が丘キャンパス、2012年設立
  - 東京都東京都練馬区光が丘7-5-1 都営地下鉄大江戸線光が丘駅より徒歩12分
- 文京キャンパス、2022年設立
  - 東京都文京区本駒込6-18-23 JR山手線駒込駅より徒歩3分

## 設置課程
年度：9月初旬開始、6月中旬終了：2学期制
- キンダーガーテン（K2 - K5、幼稚園）目黒キャンパス、光が丘キャンパス
- エレメンタリー（G1 - G5、小学校相当）光が丘キャンパス
- ミドルスクール（G6 - G8、中学校相当）光が丘キャンパス
- ハイスクール（G9 - G12、高校相当）光が丘キャンパス

## 教育認定機関からの評価
- アオバジャパンインターナショナルスクールはNEASC（ニューイングランド学校大学協会）およびCIS（インターナショナルスクール会議）より、認定を受けている学校。
- CISからの認定により、高校課程の卒業生は日本の大学への進学も可能となっている。
- 2015年国際バカロレアPYP（初等教育課程）およびDP（高等教育課程）認定を受け、IBワールドスクールの一員となる。
- 2016年9月MYP（中等教育課程）についても認定を受け、幼・小・中・高を通じて国際バカロレアプログラムを提供する一貫校となった。

## スポーツ
- スポーツチームの名称は「Jaguars」。イメージカラーは真紅と黄金。
- 日本の部活動のように一年を通して同じスポーツを行うのではなく、シーズンごとに違うスポーツを選択（チェンジ）する（女子はバレーボールとバスケットボール、男子はサッカーとバスケットボール）。
- 女子バレーボールチームは2006年度関東インターナショナルスクールマッチで優勝。男子バスケットボールチームは2003年、2004年、2006年度関東インターナショナルスクールマッチと関西インターナショナルスクールマッチで優勝。

## 著名な出身者
- 春名柊夜